# Модель Алонсо
Модель Алонсо (англ. bid rent theory) — пространственная модель города, разработанная в 1964 году американским экономистом Уильямом Алонсо на основе модели Тюнена, адаптированная к рынку городской земли по аналогии с сельской, где город рассматривается как центральный деловой район, вокруг которого расселяются рабочие, и в нём идёт конкуренция за землю между различными видами её применения: офисы, магазины и жильё. У фирм и домохозяйств есть своя функция ставки аренды — готовность платить за расположение относительно центра города.

## История создания
Уильям Алонсо в 1964 году в работе «Расположение и землепользование. К общей теории земельной ренты»
разработал модель земельного рынка в городе и его пригородах на основе модели Тюнена, предложенной ещё в 1826 году, адаптировал её к рынку городской земли (по аналогии с сельской). В городе, как и в селе, идёт конкуренция за землю между различными видами её применения: офисы, магазины, жильё.

## Допущения
Модель включает в себя допущения модели Тюнена, а также ряд специфических допущений:
- Город представляется как центральный деловой район (ЦДР), вокруг которого расселяются рабочие.
- Имеется совершенная конкуренция между землепользователями за доступ к наиболее доступным землям.
- Государство не включается в данную модель.
- Транспорт всегда доступен по всему городу, транспортные расходы рассчитываются через функцию расстояния между местами в городе.
- Предпочтения фирм и домохозяйств определяются функцией ставки аренды, которая показывает готовность платить за расположение относительно центра города в форме концентрических[англ.] колец землепользования.
- Первоначально дома и здания бедных находятся на самой окраине города, так как это является единственным местом, которое они могут себе позволить, при этом малообеспеченные семьи могут жертвовать большей жилой площадью в целях расширения доступа к занятости.

## Поведение домохозяйств
Многие домохозяйства предпочитают компромисс между доступностью к ЦДР и возможностью купить больше земли за те же деньги на окраинах городов, где ставка аренды ниже, в связи с чем увеличивается спрос и цена на землю в пригородах больших городов. Формируется субурбанизация, при которой границы города расширяются, а плотность населения снижается. У. Алонсо считал, что перемещение населения из города связан с ростом доходов и расширением транспортной инфраструктуры. Увеличение доходов вызывает рост спроса на размер участка, а снижение транспортных издержек снижает предпочтения домохозяйств жить ближе к центру.
Доход домохозяйств расходуется на транспортные издержки, на арендные платежи по земле и на остальные товары:
{\displaystyle y=z+P(t)q+k(t)},
где {\displaystyle y} — доход домохозяйств, {\displaystyle k(t)} — параболическая функция транспортных издержек, которая по мере удаления от центра будет медленно увеличиваться, а по достижении определённой точки темп роста увеличится, а {\displaystyle t} — это расстояние до центра города, {\displaystyle P(t)q} — расходы на землю, где {\displaystyle q} — площадь земли, {\displaystyle P(t)} — гиперболическая функция арендных платежей за единицу площади, которая снижается по мере удаления от центра, {\displaystyle z} — расходы на остальные товары и услуги, которые при небольшом удалении от центра будут расти за счёт экономии от арендных платежей даже при незначительном увеличении транспортных издержек, а при значительном удалении потребление прочих товаров будет снижаться для компенсации транспортных издержек.
В модели допускается, что домохозяйства посещают центр города, а само посещение доставляет им дискомфорт (отрицательную предельную полезность), тогда, чтобы полезность оставалось постоянной, площадь земельного участка увеличивается при фиксированных расходах на другие товары, функция {\displaystyle q(t)} — вогнута. Если расстояние до центра фиксировано, то функция {\displaystyle q(t)} гиперболична, то есть размер участка и расходы на остальное потребление ведут себе как обычные товары заменители, если размер участка фиксирован, то дискомфорт компенсируется потреблением дополнительного объёма остальных товаров. При этом {\displaystyle qP(t)>k(t)}, то есть при удалении от центра экономия на арендных платежах превышает транспортные издержки на сумму компенсации за дискомфорт.
Функция ставки аренды (Bid-price) для домохозяйств показывает ренту, которую готовы платить домохозяйства при заданном уровне полезности и разном удалении от города при минимизации расходов:
{\displaystyle p_{z}z+p_{i}(t)q+k(t)} → min по (z,q,t) при {\displaystyle u(z,q,t)=u_{0}},
где {\displaystyle P_{i}(t)} — функция ставки аренды домохозяйства {\displaystyle i} при полном расходовании дохода {\displaystyle y}. 
Условия оптимума: 
{\displaystyle u_{q}/u_{z}=p_{i}(t)/p_{z}},
{\displaystyle u_{t}/u_{z}=(qp_{it}(t)+k_{t}(t))/p_{z}}.

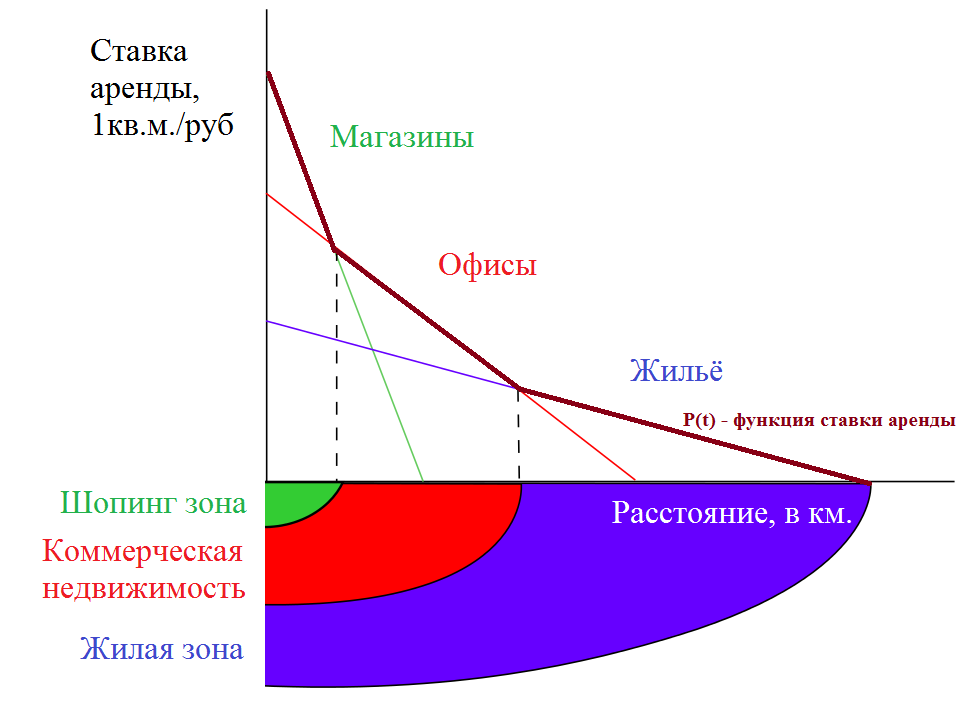
Модель Алонсо

Отсюда, предельная норма замещения размера участка {\displaystyle q} товаром {\displaystyle z} равна отношению их цен, а предельная норма замещения удаленности от центра {\displaystyle t} товарам {\displaystyle z} равна отношению предельного изменения издержек на землю и транспорт к цене товара {\displaystyle z}. 
Наклон функции {\displaystyle P_{i}(t)}, готовность платить за землю уменьшается с удалением от города при фиксированном доходе и уровне полезности, равен
{\displaystyle P_{it}(t)=P_{z/q}*{u_{t}/u_{z}}-1/q*{k_{t}(t)}}<0.
На графике «Модель Алонсо» граница города указывается рентой, равной функции сельской ренты, и самая плоская функция соответствует размещению фермерским домохозяйств с минимальным ценой на землю. Ближе к центру уже размещаются домохозяйства, формируя жилую зону, а следующая по значению угла наклона кривой функции ставки аренды, это офисные помещения. В центре размещаются только магазины. Каждая из кривой функции ставки аренды также задаёт размер участка, который займет домохозяйство при заданном расстоянии до центра и цене на землю. 

## Поведение фирм

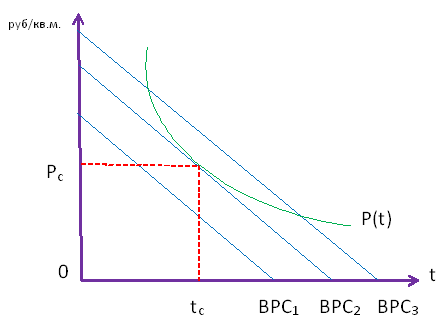
Равновесие фирмы в модели Алонсо

Для фирм также строится кривая ставки аренды (ВРС), максимизируя прибыль:
{\displaystyle G=V-C-R},
где {\displaystyle G} — прибыль, {\displaystyle V=V_{t,q}} — выручка, отрицательно зависящая от расстояния до центра {\displaystyle t}, и положительно от площади земли, {\displaystyle C=C(V_{t,q})} — операционные расходы, зависящие от размера бизнеса, то есть выручки, от расстояния до центра и размера участка земли, {\displaystyle R=P(t)q} — рента, равная произведению цены земли и площади участка.
Функция ставки аренды для фирм — кривая ВРС, вдоль которой прибыль фирмы остается неизменной, а для разных уровней прибыли существуют разные непересекающиеся функции ВРС1, ВРС2, ВРС3. При ВРС1 прибыль больше, чем при ВРС2 и ВРС3, так как при ВРС1 цена земли ниже при фиксированном расстоянии до центра.
Фирма размещается в точке (Pc,tc) — в точке касания функции ВРС и кривой рыночной цены на землю {\displaystyle P(t)}, где максимизируется прибыль.

## Применение
Модель позволяет исследовать размещение и плотность населения в городах. Так, рост средних доходов населения приводит к концентрации бедных слоёв населения в центральной части города, так как в связи с развитием НТП, развитием инфраструктуры, комфортностью поездок и расширением полезности проживания в больших площадях (коттеджах) дискомфорт стремится к нулю, а значит кривая ставки аренды для домохозяйств становится пологой. Цены в пригородах растут в связи с предпочтениями богатых жильцов, а цены в центре падают. Транспортная доступность начинает выступать как неполноценные блага, так как спрос на неё снижается с ростом дохода. Развивается процесс субурбанизации, определяющий в первую очередь снижение плотности населения, а не рост численности населения.
Дальнейшее развитие этой модели привело к возникновению нового направления исследований — экономики города.

## Критика модели
Модель имеет ряд слабых мест. Во-первых, современные города имеют несколько центров, а модель Алонсо прежде всего моноцентрическая модель. Во-вторых, модель Алонсо предполагает значительно меньше перемещений по городу, чем наблюдается фактически. Кроме того, эта модель не объясняет наличие отрицательной зависимости между градиентом плотности и размером городов. Наконец, в модели совсем отсутствует функция предложения недвижимости.